# Regional Air Express
Regional Air Express (eigentlich R A E - Regional Air Express GmbH, zuvor SWF Südwestflug GmbH) war eine deutsche Fluggesellschaft mit Sitz am Flughafen Münster-Osnabrück in Greven. Bis 2006 war deren Sitz in Mönchengladbach.
Im Februar 2010 wurde bekannt, dass Regional Air Express den Flugbetrieb mit Beginn des Jahres 2010 eingestellt hat und die Flotte verkauft werden soll. Gründe wurden bisher nicht angeführt.

## Flugziele
Die Fluggesellschaft betrieb zuletzt ausschließlich Geschäfts- und Charterflüge für verschiedene Unternehmen, Sportclubs und Musikgruppen. Außerdem wurden Frachtflüge durchgeführt.
Von 2004 bis 2007 verkehrte Regional Air Express auch für die ehemalige Gesellschaft European Air Express von Münster-Osnabrück nach Berlin-Tempelhof und Zürich. Zeitweise flog ein Metroliner im Wetlease für die Ostfriesische Lufttransport (OLT) zwei tägliche Linien von Hamburg nach Eindhoven.

## Flotte

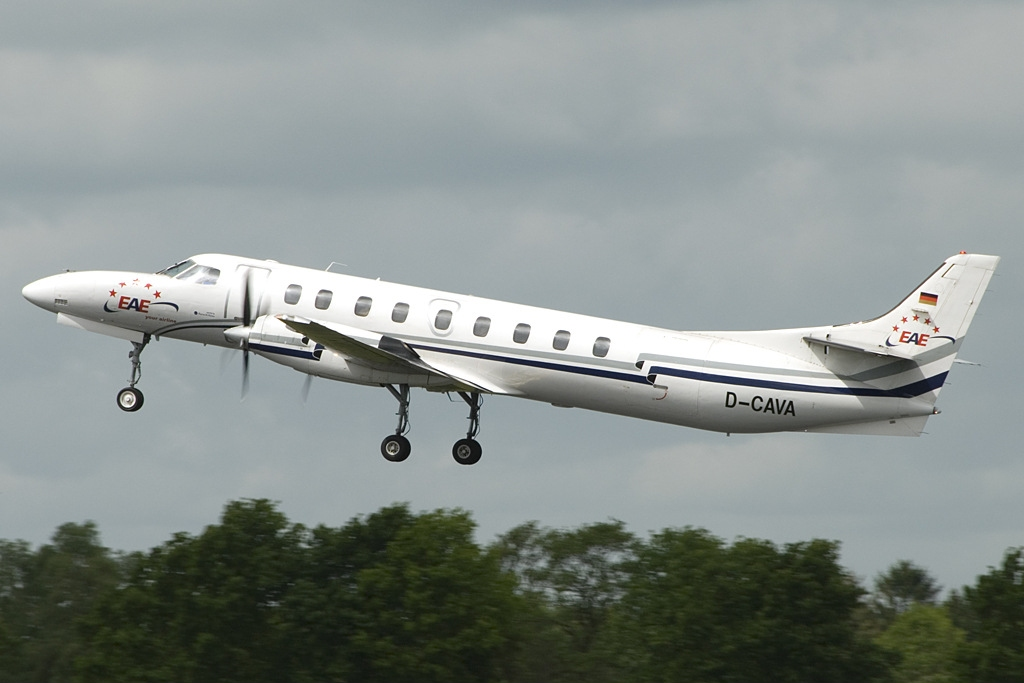
Metro III der Regional Air Express betrieben für European Air Express

Die Flotte der Regional Air Express bestand zur Betriebseinstellung im Jahr 2010 aus fünf Flugzeugen:
- 1 Cessna Citation Jet 525
- 4 Fairchild Swearingen Metroliner